# Thomas Schlenz
Thomas Schlenz (* 26. Februar 1957 in Duisburg) war Vorstandsmitglied und Arbeitsdirektor bei der ThyssenKrupp Steel Europe AG und Mitglied der SPD.

## Werdegang
Schlenz absolvierte bei der Meidericher Schiffswerft in Duisburg seine Ausbildung zum Maschinenschlosser. Seit 1979 ist er im ThyssenKrupp-Konzern tätig. Hier wirkte er als Betriebsrat, Vorsitzender des Betriebsrats und Vorsitzender des Gesamtbetriebsrats bei mehreren Tochtergesellschaften und bekleidete verschiedene Aufsichtsratsmandate, zuletzt als Mitglied des Aufsichtsrats der ThyssenKrupp AG. Von 2001 bis 2012 war er Vorsitzender des Konzernbetriebsrats. 
Vom 1. Oktober 2012 bis 2017 übernahm er die Funktion des Vorstandsmitglieds und Arbeitsdirektors bei der ThyssenKrupp Steel Europe AG und verantwortet hier das Ressort Personal und Soziales.

## Mitgliedschaften
- Mitglied der IG Metall seit 1971
- war Mitglied der SPD seit 1983, inzwischen der FDP beigetreten
- Mitglied im Arbeitnehmerrat des Bistums Essen[2]